# Bayang
Bayang is een gemeente in de Filipijnse provincie Lanao del Sur in het noorden van het eiland Mindanao. Bij de laatste census in 2007 had de gemeente ruim 24 duizend inwoners.

## Geografie

### Bestuurlijke indeling
Bayang is onderverdeeld in de volgende 49 barangays:
| - Bagoaingud - Bairan - Bandingun - Biabi - Bialaan - Bubong Lilod - Bubong Raya - Cadayonan - Cadingilan Occidental - Cadingilan Oriental - Condaraan Pob. - Cormatan - Gandamato - Ilian - Lalapung Central - Lalapung Proper - Lalapung Upper | - Linao - Linuk - Liong - Lumbac - Lumbac Cadayonan - Maliwanag - Mapantao - Mimbalawag - Palao - Pama-an - Pamacotan - Pantar - Parao - Patong - Poblacion - Porotan | - Rantian - Raya Cadayonan - Rinabor - Samporna - Sapa - Silid - Sugod - Sultan Pandapatan - Sumbag - Tagoranao - Tangcal - Tangcal Proper - Tomarompong - Tomongcal Ligi - Torogan - Tuca |

## Demografie
Bayang had bij de census van 2007 een inwoneraantal van 24.185 mensen. Dit zijn 3.165 mensen (15,1%) meer dan bij de vorige census van 2000. De gemiddelde jaarlijkse groei komt daarmee uit op 1,95%, hetgeen ongeveer gelijk is aan het landelijk jaarlijks gemiddelde over deze periode (2,04%). Vergeleken met de census van 1995 is het aantal mensen met 4.125 (20,6%) toegenomen.

De bevolkingsdichtheid van Bayang was ten tijde van de laatste census, met 24.185 inwoners op 230 km², 105,2 mensen per km².